# ماريان كوهن
ماريان كوهن (بالإنجليزية: Marianne Cohn)‏ (و. 1922 – 1944 م) هي مقاومة من ، ولدت في مانهايم، توفيت عن عمر يناهز 22 عاماً.
كانت ناشطة يهودية فرنسية في مقاومة النازية خلال الحرب العالمية الثانية. ولدت في عام 1922 في باريس وكانت نشطة في حركة التضامن الفرنسية اليهودية وكانت تعمل في توزيع المنشورات والمعلومات المضادة للنازية. اعتقلت من قبل النازيين في عام 1943 وتم نقلها إلى معسكر اعتقال في أوشفيتز. قبل أن تُقتل هناك، عملت بجدية لمساعدة زملائها السجناء، حيث نقلت الرسائل والمعلومات بين السجناء.